# フランチャコルタ

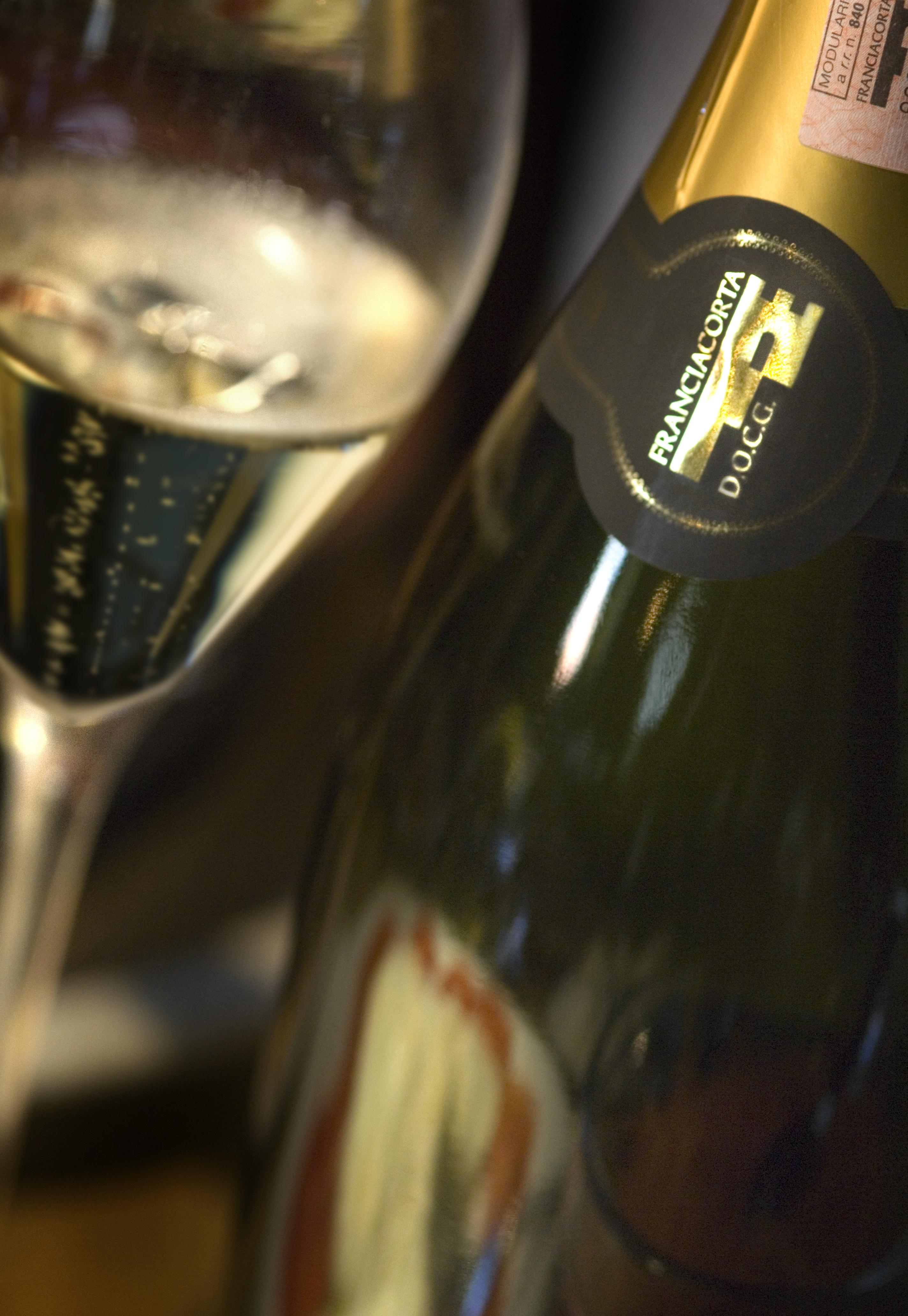
フランチャコルタ

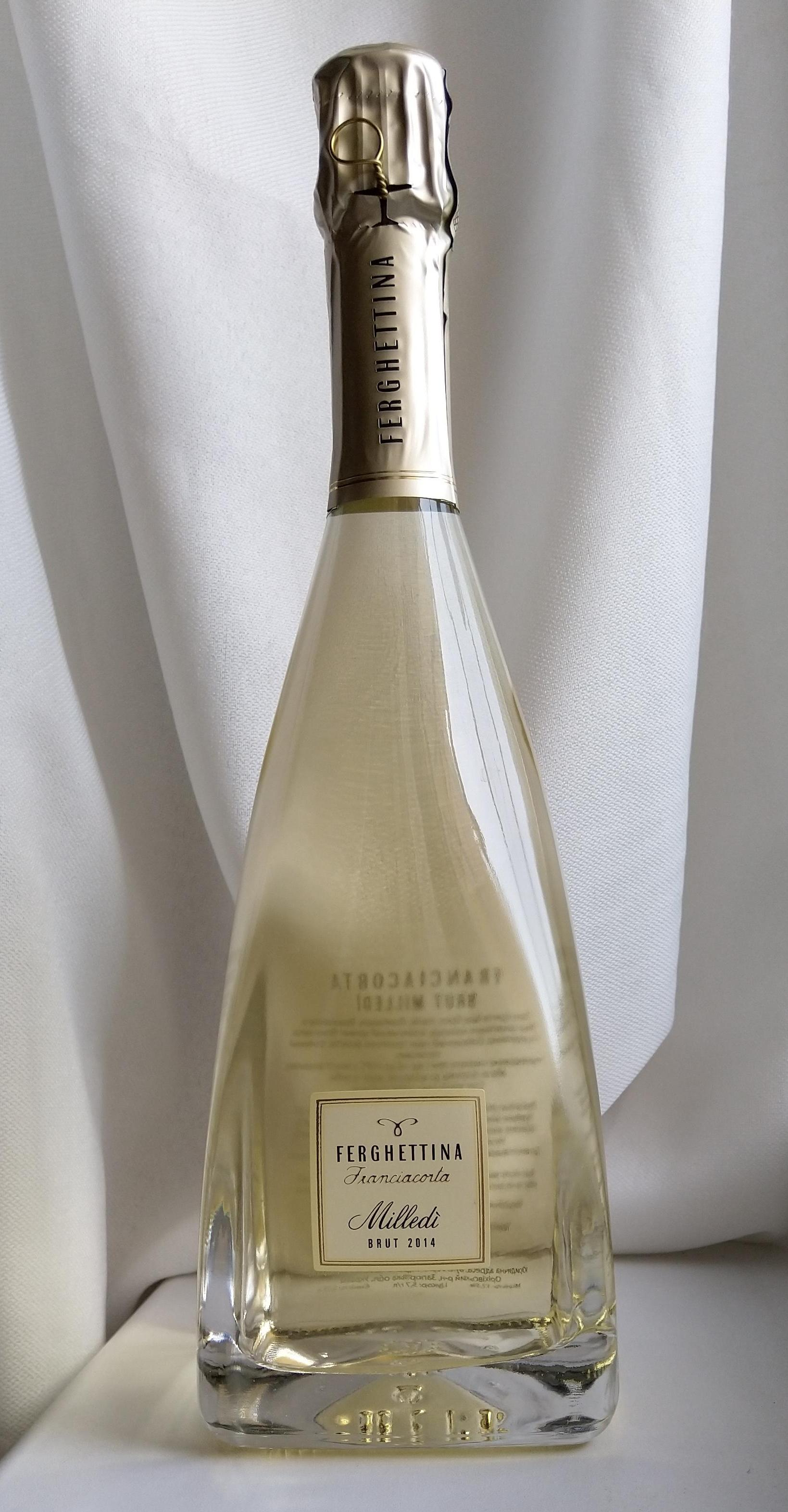
フランチャコルタ

フランチャコルタ（イタリア語: Franciacorta）は、イタリア・ロンバルディア州東部のフランチャコルタ地方で造られる、シャンパーニュ方式（瓶内2次発酵）のスパークリングワイン。イタリアにおける原産地名称保護（保証つき統制原産地呼称、DOCG）の指定を受けており、ピノ・ビアンコ、シャルドネ、ピノ・ネーロが主要品種である。シャンパーニュに次ぐ品質と世界的にも認められている。

## 概要

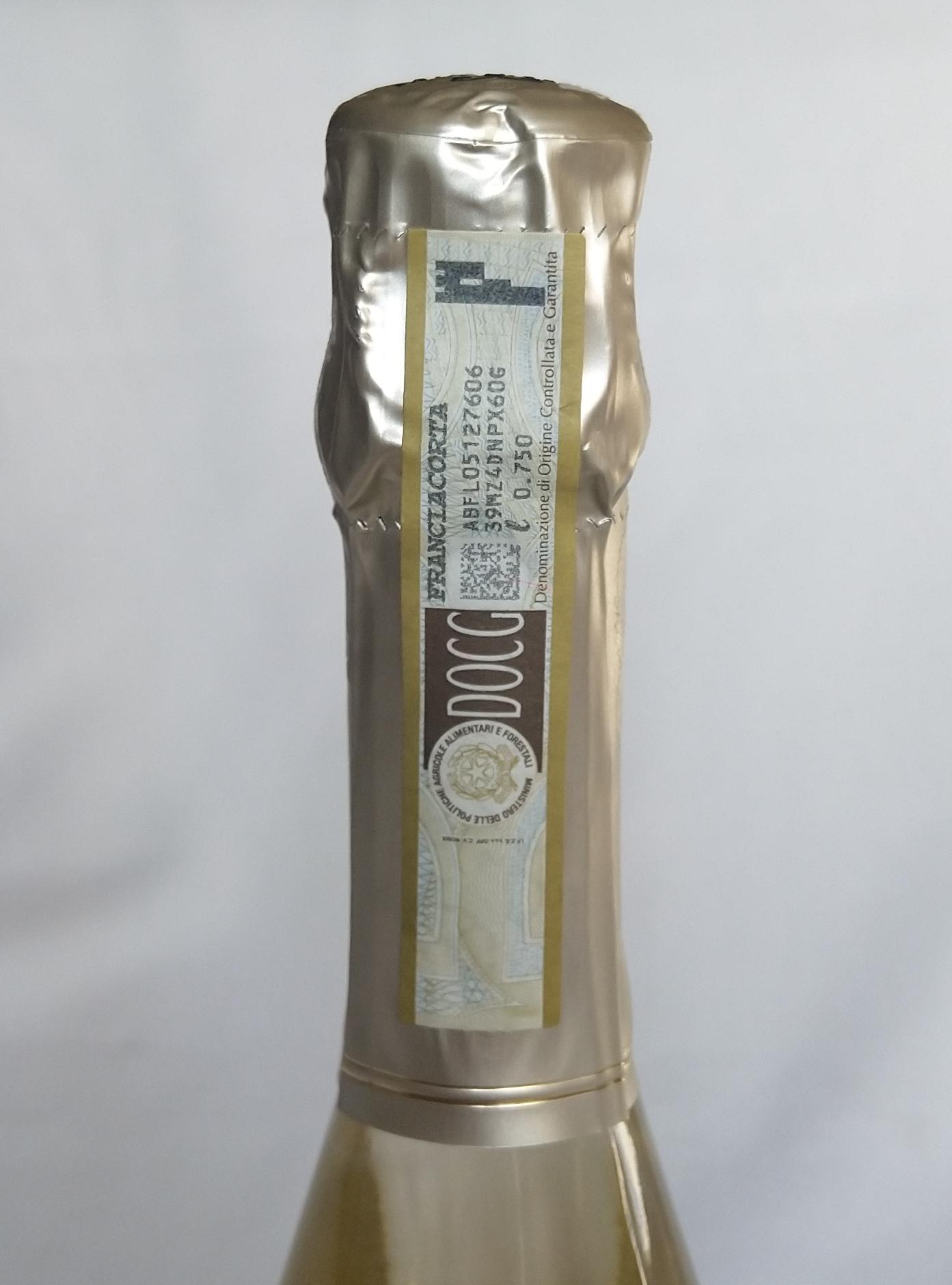
「DOCG（統制保証付原産地呼称）」の認定

フランチャコルタ（Franciacorta）とは、イタリア北部・ロンバルディア州内にあるフランチャコルタ地域で醸造されるスパークリングワインのことであり、この呼称だけで生産地の領域、生産方式、ワイン名を表す。フランチャコルタ協会の厳格な規定に従い「瓶内二次発酵方式」で製造されており、数あるワイン醸造方法の中でも特段に手間がかかる。なおフランチャコルタは、イタリアのスパークリングワインとして初めての「DOCG（統制保証付原産地呼称）」の認定を受け、フランチャコルタ＝瓶内二次発酵の高級スパークリングワインという礎が築き上げられた。厳しい規定をクリアした素晴らしい品質や味わい、そして急成長した背景から『フランチャコルタの奇跡』と呼ばれている。しかしながら、フランチャコルタの年間生産量はシャンパンの5%ほどと少なく、それらの9割がイタリア国内で消費されるため流通量は少ない。

## 歴史
フランチャコルタの歴史は意外と浅く、遡ること16世紀頃。すでに発泡ワインの生産が行われていたフランチャコルタ地方だが、世界的に注目されることはなく地元で消費されるのみであった。なおフランチャコルタ地方では遥か昔よりブドウ栽培が盛んであったことが、プリニウスやコルメッラなどの著作、先史時代の種子の発見から明らかになっている。そして時は経ち1961年。フランチャコルタがスパークリングワインに最適な土地であると見込んでいた「フランコ・ジリアーニ」により、フランチャコルタの名を冠したワインが誕生した。それからというもの、フランチャコルタ地方がミラノから近いということもあり投資が加速。イタリアが、奇跡の経済とも謳われた高度成長期であったことも相まって、フランチャコルタは瞬く間に大成功を収める。1967年にはワインの格付けである「DOC（統制原産地呼称）」の認定を受け、さらに1995年には、スパークリングワインとしてイタリアで初めて「DOCG（統制保証付原産地呼称）」に昇格した。

## 製法
フランチャコルタの醸造方法はシャンパンと同様、最も伝統的で手間のかかる瓶内二次発酵方式を採用している。この方式は一次発酵が終わった白ワインを瓶詰めした後さらに、酵母と糖分を加え瓶内で再び発酵させる手法である。なお瓶内二次発酵の法定熟成期間は、シャンパンに規定されている最低15か月に対して、フランチャコルタは最低18か月とさらに厳しい規定が定められている。他種類の法定熟成期間においても、フランチャコルタ・サテンとフランチャコルタ・ロゼは最低24か月、フランチャコルタ・ミッレジマートは最低30か月、フランチャコルタ・リセルヴァは最低60か月と厳しく定められている。
1.収穫
まずは収穫（Vendemmia）を行う。フランチャコルタの原料となるブドウ品種は4種類のみ。なかでも「シャルドネ」が最も多く使用され、作付け総面積の約80%を占める。次に多いのが「ピノ・ネーロ（別名：ピノ・ノワール）」であり、作付け総面積の約15%を占める。3番目に多い品種は「ピノ・ビアンコ」で、作付け総面積の約5%。ピノ・ネーロの変異種である。そして4番目は、2017年に認可された「エルバマット」。今現在は一部の生産者だけが実験的に栽培しており、商品化または出荷されているフランチャコルタには未だブレンドされていない。なお収穫は8月下旬から9月初旬頃にかけて行われ全て手摘みで収穫される。また、フランチャコルタへ実際に使用するブドウ品種や細かな配分はワイナリー側で決めるため、フランチャコルタの味わいや個性はワイナリーによって異なる。
2.圧搾
圧搾（Pressatura Soffice）は空気圧を利用した機械で少しずつ行われる。低空気圧法圧搾機を使用しゆっくりとブドウを搾るため、ブドウ本来の風味や品質を損なわず、ありのままの美味しさを得ることができる。またシャンパンは2番搾りまで使用できることに対し、フランチャコルタに使用できるブドウ果汁は1番搾りに限られる。
3.第一次発酵
第一次発酵（Prima Fermentazione）は、収穫された畑とブドウ品種とで各々しっかり分けて行われる。その後17度 - 19度で温度管理されたステンレスタンクで、7 - 8か月ほどかけて第一次発酵を行いスティルワインが完成。ワイナリーによっては、収穫量の数パーセントを樽熟成やアンフォラ熟成させることもある。
4.調合
第一次発酵で作られた各スティルワインを、ワイナリーごとのレシピで調合（Assembraggio）。なおミッレジマートにおいてはこの工程が省かれる。
5.瓶詰め
新たに酵母と糖分を加えて瓶詰め（Tiraggio）を行い、瓶内二次発酵の工程に入る。
6.瓶内二次発酵
ボトルが平衡に保たれた状態で瓶内二次発酵（Presa Di Spuma）を行う。なお熟成期間はシャンパンやカヴァの規定に比べ非常に厳しく、最低でも18か月以上かけて熟成させることが決めれられている。この長期間にわたる熟成により、気泡がより繊細になり味わいも深くなる。
7.動瓶
動瓶（Remuage）は瓶内２次発酵の最終段階であり、まずは澱下げ台（穴の開いた専用の板）に、ボトルを逆さにした状態で45度の角度で差し込む。そして差し込まれた瓶を、毎日手作業で8分の1ずつ回していく。また併行して瓶の角度を上げていき、下に溜まった「澱」を瓶口の栓の近くに集める。なお近年では、これらの作業を全自動で行える機械を導入しているワイナリーもある。
8.澱抜き
動瓶により「澱」の集まった瓶上部を凍結させ、凍結させた瓶口のワインを取り除くことで澱抜き（Sboccatura）を行う。
9.甘味づけ
リキュール（スティルワインと糖分を合わせたもの）を用いて甘味づけ（Dosaggio）を行い、味わいや残糖量を調整した後にコルクで栓をする。なお、この工程が省かれるフランチャコルタの種類もあるが、ワイナリーによっては全種類においてこの工程を省く、またはリキュールではなく同じスティルワインを足すだけのワイナリーもある。
10.洗練熟成
最終工程である洗練熟成（Affinamento In Bottiglia）。フランチャコルタはコルク詰めされた後すぐに出荷されることはなく、最後にもう一度熟成させる。これは温度と湿度がコントロールされた倉庫で数か月から数年にかけて行われ、澱抜きと甘味づけを行ったワインを最終調整するための工程である。

## フランチャコルタの種類

### フランチャコルタ
特徴
フランチャコルタ（Franciacorta）は瓶内二次発酵という製法で造られ、酵母を入れたまま18か月以上熟成させる。このように長く寝かせ熟成させるため、収穫してから最低でも25か月以上を経て市場に出荷される。ボトルの内圧は5 - 6気圧。金色の反射を見せる麦わら色がかった黄色で、持続性のあるきめ細かな泡立ちが特徴である。瓶内発酵ならではのブーケにはパンの皮、酵母の香りに、デリケートな柑橘類やアーモンド、ヘーゼルナッツ、干しイチジクのような木の実やドライフルーツの香りが華を添える。ミネラルの風味、心地よい酸味、洗練されて調和のとれた味わい。
ブドウ品種
シャルドネおよび／またはピノ・ノワール、ピノ・ビアンコ、エルバマット。50%を上限としたピノ・ビアンコ、10%を上限としたエルバマット
ドザージュ
パス・ドゼ、エキストラ・ブリュット、ブリュット、エキストラ・ドライ、セックもしくはドライ、ドゥミ・セック

### フランチャコルタ・サテン
特徴
フランチャコルタ・サテン（Franciacorta Satèn）は綿密に選び抜かれたブドウをベースに、5気圧以下の低圧力により製造されることで口当たりが柔らか。ブリュットで生産される。クリーミーと表現したいほど、極めてきめ細かく持続性のある気泡が楽しめる。色も特徴的で、麦わら色がかった黄色に薄緑色も交ざる深みのある色をしている。白い花やドライ･フルーツ、炒ったナッツ（アーモンドやヘーゼルナッツ）の繊細な香りが漂い、完熟した果実の香りが変化につれてはっきりと感じられる。また、ほどよいミネラルの風味と心地よい酸味が、シルクのしなやかな肌触りを思わせる滑らかな口当たりと調和する。
ブドウ品種
使われるブドウ品種は、シャルドネ（主な品種）と50%を上限としたピノ･ビアンコ
ドザージュ
パス・ドゼ、エキストラ・ブリュット、ブリュット、エキストラ・ドライ、セックもしくはドライ、ドゥミ・セック

### フランチャコルタ・ロゼ
特徴
フランチャコルタ・ロゼ（Franciacorta Rosé）はピノ・ネーロを望み通りの色調になるまで果皮を入れたまま発酵させる。ピノ・ネーロで造ったロゼをベースワインとして、他の品種をブレンドせずピノ・ネーロ100%で造るか、ピノ・ネーロで造ったロゼにシャルドネおよび／もしくはピノ・ビアンコのベースワインをブレンドさせて造る。ピノ・ネーロが含まれることで、特有の香りに加えてボディに独特の力強さを与える。非常に綺麗な色合いが特徴。
ブドウ品種
25%を下限としたピノ･ネーロ、50%を上限としたシャルドネ、10%を上限としたエルバマット
ドザージュ
パス・ドゼ、エキストラ・ブリュット、ブリュット、エキストラ・ドライ、セックもしくはドライ、ドゥミ・セック

### フランチャコルタ・ミッレジマート
特徴
フランチャコルタ・ミッレジマート（Franciacorta Millesimato）は、単一ヴィンテージ（85%以上）でできていることを意味する。フランチャコルタ・ミッレジマートはその名の通り、特別に品質の良いヴィンテージに造られる。また、マルチ・ヴ ィンテージ（複数のヴィンテージのブレンド）よりも長くイースト・コンタクトを行うため、さらに上のクラスのワインとなる。そのため収穫してから最低でも37か月を経て市場に出荷される。その年の天候や収穫されたブドウならではの品質を鮮やかに映し出す個性的な香りや味わいを楽しめる。
ドザージュ
パス・ドゼ、エキストラ・ブリュット、ブリュット、エキストラ･ドライ。フランチャコルタ・サテン・リゼルヴァの場合はブリュットのみ

### フランチャコルタ・リゼルヴァ
特徴
フランチャコルタ・リゼルヴァ（Franciacorta Riserva）は香りと味わいを最大限に際立たせるために、高品質のミッレジマートから造られ長期間酵母を入れたまま熟成させる。フランスのシャンパンを超えるほど厳しい生産規定により、最低でも5年の熟成期間を必要するため収穫してから67か月（5年半）を経て市場に出荷される。長きに渡り瓶内熟成されているため、深く複雑な旋律を味わえる。
ドザージュ
パス・ドゼ、エキストラ・ブリュット、ブリュット。フランチャコルタ・サテン・リゼルヴァの場合はブリュットのみ